# Меланија
Меланија је женско име грчког порекла. Значење имена је црно, тамно.

## Варијације
-; Мелани - (мађ. Melani)
- Маленка, Милена (Средња и источна Европа), Милаина
- Мелина, Меланиа (енгл. Melania); Мели; Мели; Мели (енгл. Mely); Меле (енгл. Melle); Мели (енгл. Melly) - Верзије у енглеском говорном подручју.

## Имендани
- 7. јануар.
- 10. јануар.
- 31. децембар.

## Познате личности
-; певачица  (La Bouche),
-; (Melanie Safka) америчка певачица (Woodstock),
-; америчка глумица,
-; спајсица,
-; спајсица,
-; модел, прва дама Америке.